# Violet Mersereau
Violet Mersereau (New York, 2 ottobre 1892 – Plymouth, 12 novembre 1975) è stata un'attrice statunitense che iniziò come attrice bambina la carriera teatrale per divenire quindi, a partire dal 1908, un'affermata attrice del cinema muto statunitense.

## Biografia
Nata nel 1892 a New York, città dove compì anche i suoi studi, Violet Mersereau, calcò le tavole di un palcoscenico già da bambina. Entrò nella compagnia di giro di Margaret Anglin, recitando in The Clansman, lavoro che restò in scena per tre anni. A quell'epoca, le venne attribuito il nomignolo di The Child Wonder. Recitò anche in Rebecca of Sunnybrook Farm con cui debuttò a Broadway il 3 ottobre 1910.
A sedici anni, approdò al cinema, con un ruolo in The Feud and the Turkey, dove venne diretta da David W. Griffith. Con il regista che stava diventando una delle colonne portanti dello studio Biograph, Violet lavorò fino al 1911, entrando a far parte della squadra di attori della casa newyorkese. I ruoli che interpretò per la Biograph non erano di grande rilievo, così passò alla Nestor Film Company, una piccola casa di produzione fondata da David Horsley che fu la prima ad avere uno studio stabile a Hollywood. Alla Nestor, Violet ottenne il ruolo di protagonista in una serie di cortometraggi western.

## Riconoscimenti
- Young Hollywood Hall of Fame (1908-1919)

## Filmografia

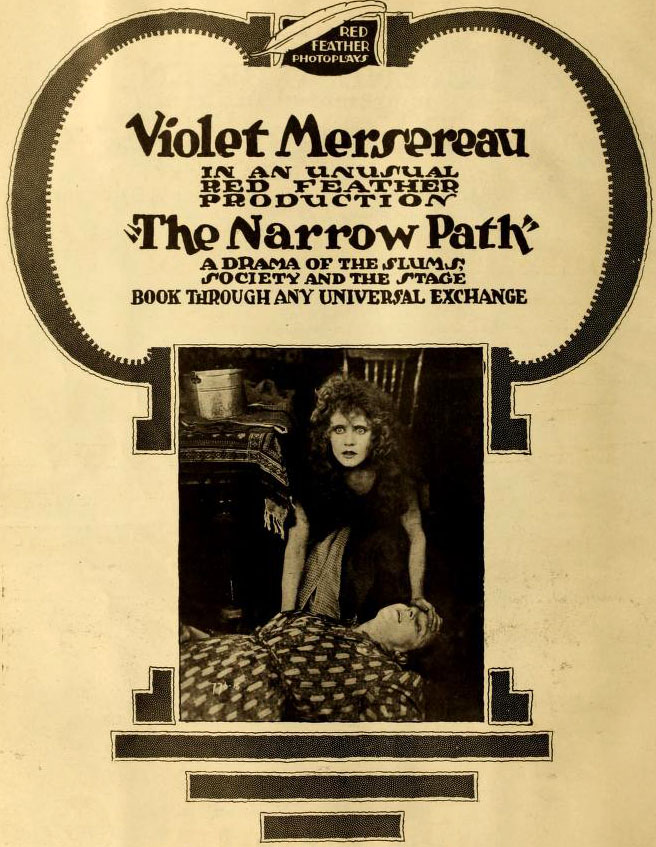
The Narrow Path '1916)

### 1908
- The Feud and the Turkey, regia di D.W. Griffith (1908)
- The Test of Friendship, regia di D.W. Griffith   (1908)

### 1909
- The Suicide Club, regia di D.W. Griffith (1909)
- One Busy Hour, regia di D.W. Griffith (1909)
- The Jilt, regia di D.W. Griffith (1909)
- Eloping with Auntie, regia di D.W. Griffith (1909)
- The Cricket on the Hearth, regia di D.W. Griffith (1909)
- His Duty, regia di D.W. Griffith (1909)
- The Violin Maker of Cremona, regia di D.W. Griffith (1909)
- The Lonely Villa, regia di D.W. Griffith (1909)
- Her First Biscuits, regia di D.W. Griffith (1909)
- The Peachbasket Hat, regia di D.W. Griffith  (1909)
- The Way of Man, regia di D.W. Griffith (1909)
- The Friend of the Family, regia di D.W. Griffith (1909)
- His Lost Love, regia di D.W. Griffith (1909)
- What's Your Hurry?, regia di D.W. Griffith (1909)

### 1910
- Her Terrible Ordeal, regia di David W. Griffith (1910)
- One Night and Then, regia di David W. Griffith (1910)
- A Gold Necklace, regia di Frank Powell (1910)
- The Passing of a Grouch, regia di Frank Powell (1910)
- Sunshine Sue, regia di David W. Griffith (1910)
- Not So Bad as It Seemed, regia di Frank Powell (1910)

### 1911
- Help Wanted, regia di Frank Powell (1911)
- His Trust (o His Trust: The Faithful Devotion and Self-Sacrifice of an Old Negro Servant), regia di D.W. Griffith (1911)
- His Trust Fulfilled, regia di D.W. Griffith (1911)
- The Cowpuncher, regia di Milton J. Fahrney (1911)
- The Sheriff's Mistake, regia di Milton J. Fahrney (1911)
- At Sunset Ranch, regia di Milton J. Fahrney (1911)
- A Message from the West, regia di Milton J. Fahrney (1911)
- Alias Yellowstone Joe, regia di Milton J. Fahrney (1911)
- The Parson and the Bully, regia di Milton J. Fahrney (1911)
- Across the Divide, regia di Milton J. Fahrney (1911)
- Those Jersey Cowpunchers (1911)
- His Vacation, regia di Tom Ricketts (1911)
- Over the Hills, regia di Joseph W. Smiley e George Loane Tucker (1911)
- Only an Iceman (1911)

### 1912
- The New Clerk (1912)
- An Even Break (1912)
- A Western Girl's Dream (1912)
- Her First Choice (1912)
- The Shot That Failed (1912)

### 1913
- The Drummer's Note Book, regia di Phillips Smalley (1913)
- The Stranger (1913)
- The Stolen Love (1913)
- Binks, the Hawkshaw (1913)
- Big Sister, regia di George Loane Tucker (1913)

### 1914
- The Spitfire, regia di Edwin S. Porter e Frederick A. Thomson (1914)
- When the Heart Calls, regia di Herbert Brenon (1914)
- Redemption, regia di Herbert Brenon (1914)
- The Tenth Commandment, regia di Herbert Brenon (1914)
- In Self Defense, regia di Herbert Brenon (1914)
- Peg o' the Wilds, regia di Herbert Brenon (1914)
- Within the Gates of Paradise (1914)

### 1915
- She Was His Mother, regia di Herbert Brenon (1915)
- On Dangerous Ground, regia di Lucius Henderson (1915)
- The Awaited Hour, regia di Herbert Brenon (1915)
- The Avalanche, regia di Will S. Davis (1915)
- The Stake
- The Treason of Anatole (1915)
- The Destroyer, regia di William Garwood (1915)
- Uncle John
- The Supreme Impulse, regia di Lucius Henderson (1915)
- The Broken Toy, regia di Lucius Henderson (1915)
- Wild Blood
- The Adventure of the Yellow Curl Papers, regia di Clem Easton (1915)
- The Blank Page, regia di Lucius Henderson (1915)
- Uncle's New Blazer, regia di William Garwood (1915)
- Destiny's Trump Card, regia di William Garwood (1915)
- You Can't Always Tell, regia di William Garwood (1915)
- The Alibi, regia di Clem Easton (1915)
- Larry O'Neill -- Gentleman, regia di Clem Easton (1915)
- Copper (1915)
- Thou Shalt Not Lie
- Driven by Fate, regia di John G. Adolfi (1915)
- Billy's Love Making, regia di William Garwood (1915)
- The Wolf of Debt, regia di Jack Harvey (1915)
- The Unnecessary Sex, regia di Jack Harvey (1915)
- Getting His Goat

### 1916
- The Path of Happiness, regia di Elaine Sterne (1916)
- The Doll Doctor, regia di Jack Harvey (1916)
- Autumn, regia di O.A.C. Lund (1916)
- The Great Problem, regia di Rex Ingram (1916)
- The Go-Between, regia di William Garwood
- His Picture, regia di William Garwood (1916)
- Broken Fetters
- The Gentle Art of Burglary, regia di Raymond L. Schrock (1916)
- The Narrow Path), regia di Francis J. Grandon (1916)
- The Angel of the Attic, regia di Francis J. Grandon (1916)
- The Girl Who Didn't Tell, regia di Robert F. Hill (1916)
- The Honor of Mary Blake, regia di Edwin Stevens (1916)

### 1917
- The Mystery of My Lady's Boudoir, regia di Francis J. Grandon (1917)
- Souls United, regia di Francis J. Grandon (1917)
- The Boy Girl, regia di Edwin Stevens (1917)
- Susan's Gentleman, regia di Edwin Stevens (1917)
- Little Miss Nobody, regia di Harry F. Millarde (1917)
- The Little Terror, regia di Rex Ingram (1917)
- The Raggedy Queen, regia di Theodore Marston (1917)
- The Girl by the Roadside, regia di Theodore Marston (1917)

### 1918
- Morgan's Raiders, regia di Wilfred Lucas e Bess Meredyth (1918)
- The Midnight Flyer, regia di George Marshall (1918)
- Together, regia di O.A.C. Lund (1918)

### 1919
- Klever Kiddies (1919)
- The Nature Girl, regia di O.A.C. Lund (1919)
- A Proxy Husband, regia di William Garwood (1919)
- Love Wins (1919)

### 1921
- Finders Keepers, regia di Otis B. Thayer (1921)
- Thunderclap, regia di Richard Stanton (1921)
- Out of the Depths, regia di Frank Reicher e Otis Thayer (1921)

### 1922
- Nero, regia di J. Gordon Edwards (1922)

### 1923
- Luck (1923)
- The Shepherd King, regia di J. Gordon Edwards (1923)

### 1924
- Lend Me Your Husband, regia di Christy Cabanne (1924)
- Her Own Free Will

### 1925
- The Bride, regia di J. Harrison Edwards (1925)

### 1926
- The Wives of the Prophet

## Spettacoli teatrali
- Rebecca of Sunnybrook Farm (Broadway, 3 ottobre 1910)